# Han (država)
Han (tradicionalno kitajsko 韓, poenostavljeno kitajsko  韩, pinjin Hánguó) je bila starodavna kitajska država v obdobju vojskujočih se držav. Zgodovinarji jo pogosto romanizirajo kot Hann, da bi jo razlikovali od kasnejše dinastije Han (tradicionalno kitajsko 漢, poenostavljeno kitajsko 汉).
Han se je nahajal v osrednji Kitajski južno in vzhodno od Luojanga, glavnega mesta Vzhodnega Džova, v današnjih kitajskih provincah Šanši in Henan. Vladali so mu aristokrati iz družine Dži, ki so se povzpeli na oblast kot ministrska družina v državi Džin in katerih moč je sčasoma zasenčila moč vladajoče hiše Džin. Razpad Džina na države Han, Vej in Džao je hkrati pomenil začetek obdobja vojskujočih se držav. 
Država Han je bila majhna. Njeno ozemlje je bilo gorato in gospodarsko nedonosno, a je blokiralo prehod iz države Čin v Severnokitajsko nižino. Han je poskušal reformirati svoje upravljanje, zlasti pod kanclerjem in legalistom Šen Buhaijem, ki je izboljšal državno upravo in okrepil vojaško sposobnost, vendar reforme niso bile zadostne za obrambo in Han je bil prva država, ki jo je leta 230 pr. n. št. osvojil Čin.:45
Invazija Čina na Hanovo poveljstvo Šangdang leta 260 pr. n. št. je povzročila bitko pri Čangpingu, ki je bila domnevno najbolj krvava bitka v obdobju vojskujočih se držav, saj je v njej umrlo do 400.000 vojakov.:38

## Zgodovina

### Ustanovitev
Sima Čjan v 45. Poglavju Zapisov velikega zgodovinarja omenja, da je bila vladarska družina Hana stranska veja kraljeve družine države Džin. Ustanovitelj klana Han Vudzi je bil stric vojvode Vuja iz Džina. Člani družine so postali ministri Džina in prejeli v posest Hanjuan,  sodobni Hančeng v Šaanšiju. 

### Obdobje pomladi in jeseni
V obdobju pomladi in jeseni so člani družine Han počasi pridobivali vpliv in moč. Leta 453 pr. n. št. so  Džing  iz Hana, Ven iz Veja in Lie iz Džaa med seboj razdelili Džin. Delitev Džina se v kitajski zgodovini šteje za dogodek, ki označuje konec obdobja pomladi in jeseni ter začetek obdobja vojskujočih se držav. Han je kasneje postal neodvisna država. Kralj Lie je sčasoma priznal nove države in leta 403 pr. n. št. njihove vladarje povzdignil na položaj markizov (hov). 

### Obdobje vojskujočih se držav
Leta 375 pr. n. št. je Han porazil in zasedel sosednjo državo Dženg, ki jo je leta 806 pr. n. št. ustanovila dinastija Džov, in tja preselil svojo prestolnico.
Han je doživel svoj vrh med vladavino markiza Šija, ki je za kanclerja imenoval Šen Buhaija in izvajal svojo legalistično politiko. Markiz je z reformami zboljšal državno upravo in okrepil vojsko. Pod kraljem Šuanhuijem (vladal 332–312 pr. n. št.) se je Han razglasil za neodvisno kraljestvo. 
V obdobju vojskujočih se držav so se pokazale Hanove geografske slabosti – po delitvi Džina je bil z vseh strani obkrožen z močnimi državami: Čujem na jugu, Čijem na vzhodu, Činom na zahodu in Vejem  na severu. Han je bil najmanjša od sedmih držav in ni imel virov za  širitev svojega ozemlja. Močnejši sosedi so ga vojaško ustrahovali. 

### Poraz
Med svojim vztrajnim upadanjem je Han sčasoma izgubil moč za obrambo svojega ozemlja in je moral zaprositi za vojaško pomoč druge države. Tekmovanje med Vejem in Čijem glede nadzora nad Hanom je povzročilo bitko pri Malingu, po kateri je Či postal prevladujočo država na vzhodu. Leta 260 pr. n. št. je Činova invazija na Han privedla do intervencije Džaa in bitke pri Čangpingu. 
V poznih letih tega obdobja je Han poskušal izčrpati vire Čina z javnimi deli. V Čin je poslal gradbenega inženirja Dženg Guoja, da bi vlado prepričal, naj zgradi namakalni sistem. Gradnja je bila izjemno draga, ko je bil namakalni sistem Džengguo dokončan, pa se je izkazalo, da so koristi daleč odtehtale stroške. Nova kmetijska zemljišča so kasneje zagotovila sredstva za prevlado Čina nad drugimi šestimi državami. Prvi je padel ravno Han leta 230 pr. n. št. 
Leta 226 pr. n. št. je nekdanje plemstvo Hana sprožilo neuspeli upor v nekdanji prestolnici Šindženg. An, zadnji kralj Hana, je bil po uporu še isto leto usmrčen. 
Liu Bang (cesar Gaodzu) je po ustanovitvi dinastije Han imenoval Han Šina za kneza ali kralja Hana. Han Šin je bil premeščen v poveljstvo Taijuan, od koder je pobegnil k Šiungnujem in do svoje smrti vodil napade na dinastijo Han. 

## Kultura in družba
Preden je država Čin leta 221 pr. n. št. združila Kitajsko, je imela vsaka regija svoje edinstvene običaje in kulturo. V Ju gongu (Poklon Juju), delu Knjige dokumentov, ki je bila sestavljena najverjetneje v 4. stoletju pr. n. št., je avtor opisal Kitajsko kot deželo, razdeljeno na devet regij, od katerih je imela vsaka svoja značilna ljudstva in proizvode. Regionalne razlike v okoljih in kulturi so obravnavala tudi druga besedila.:11–16
Eno od teh besedil je Vudzi (Knjiga mojstra Vuja), vojaška razprava o vojskujočih se državah, napisana kot odgovor na vprašanje markiza Vuja iz Veja, kako se soočiti z drugimi državami. Vu Či, avtor dela, odgovarja, da sta vlada in narava ljudi povezani s okoljem in ozemljem, na katerem živijo.:12

## Vladarji
| Naslov                             | Ime                                | Vladanje                           | Drugi naslov(i)                                              |
| Vladarji pred ustanovitvijo države | Vladarji pred ustanovitvijo države | Vladarji pred ustanovitvijo države | Vladarji pred ustanovitvijo države                           |
| ---------------------------------- | ---------------------------------- | ---------------------------------- | ------------------------------------------------------------ |
| Vidzi 韓武子                       | Han Van 韓萬                       |                                    |                                                              |
| Čjubo 韓賕伯                       | neznano                            |                                    |                                                              |
| Dingbo 韓定伯                      | Han Džjan 韓簡                     |                                    |                                                              |
| Dziju 韓子輿                       | Han Ju 韓輿                        |                                    |                                                              |
| Šjandzi 韓獻子                     | Han Džue 韓厥                      |                                    |                                                              |
| Šuandzi 韓宣子                     | Han Či 韓起                        |                                    |                                                              |
| Džendti 韓貞子                     | Han Šu 韓須                        |                                    |                                                              |
| Džjendzi 韓簡子                    | Han Bušin 韓不信                   |                                    |                                                              |
| Džuangdzi 韓莊子                   | Han Geng 韓庚                      |                                    |                                                              |
| Kangdzi 韓康子                     | Han Hu 韓虎                        |                                    |                                                              |
| Vudzi 韓武子                       | Han Čidžang 韓啓章                 | 424 pr. n. št. – 409 pr. n. št.    |                                                              |
| Vladarji države                    |                                    |                                    |                                                              |
| markiz Džing 韓景侯                | Han Čjan 韓虔                      | 408 pr. n. št. – 400 pr. n. št.    |                                                              |
| markiz Lie 韓烈侯                  | Han Ču 韓取                        | 399 pr. n. št. – 387 pr. n. št.    | markiz Vu (韓武侯)                                           |
| markiz Ven 韓文侯                  | neznano                            | 386 pr. n. št. – 377 pr. n. št.    |                                                              |
| markiz Aj 韓哀侯                   | neznano                            | 376 pr. n. št. – 374 pr. n. št.    |                                                              |
| markiz Gong 韓共侯                 | Han Ruošan 韓若山                  | 374 pr. n. št. – 363 pr. n. št.    | markiz Džuang (韓莊侯) markiz Ji (韓懿侯)                    |
| markiz Ši 韓厘侯                   | Han Vu 韓武                        | 362 pr. n. št. – 333 pr. n. št.    | markiz Džao (韓昭侯)                                         |
| kralj Šuanhui 韓宣惠王             | neznano                            | 332 pr. n. št. – 312 pr. n. št.    | kralj Šuan (韓宣王) markiz Vej (韓威侯), pred 323 pr. n. št. |
| kralj Šjang 韓襄王                 | neznano                            | 311 pr. n. št. – 296 pr. n. št.    | kralj Šjangaj 韓襄哀王) kralj Daošjang (韓悼襄王)            |
| kralj Ši 韓釐王                    | Han Džju 韓咎                      | 295 pr. n. št. – 273 pr. n. št.    |                                                              |
| kralj Huanhui 韓桓惠王             | neznano                            | 272 pr. n. št. – 239 pr. n. št.    |                                                              |
| kralj An 韓王安                    | Han An 韓安                        | 238 pr. n. št. – 230 pr. n. št.    |                                                              |

## Slavni ljudje
- Han Fej, legalistični filozof
- Džang Liang, glavna osebnost zgodnje dinastije Han
- Dženg Guo, hidravlični inženir, načrtovalec namakalnega sistema Džengguo

## Han v astronomiji
Han predstavlja zvezdi 35 Kozoroga in ζ  Kačenosca.

## Primarna vira
- Sima Qian; Sima Tan (1959) [90. leta pr. n. št.]. »45: 韓世家«. Zapisi velikega zgodovinarja 史記. Zhonghua Shuju.
- Sima Guang, ur. (1934) [1084]. »vol. 1–6«. Zizhi Tongjian. Hong Kong: Zhonghua Shuju.